# Thereva diversa
Thereva diversa är en tvåvingeart som beskrevs av Daniel William Coquillett 1894. Thereva diversa ingår i släktet Thereva och familjen stilettflugor.
Artens utbredningsområde är Colorado. Inga underarter finns listade i Catalogue of Life.